# Història dels uniformes militars
De l'antiguitat al segle xvii els exèrcits combatien amb indumentària civil, només que combinada amb armes i amb equipament defensiu (cascos, escuts, cuirasses…).
Tan sols en conflictes entre pobles prou distants culturalment (mesopotàmics contra egipcis o hitites, grecs contra perses, cristians contra àrabs) es produeix un efecte similar a la uniformitat, però com a resultant mecànica de les divergències indumentàries entre aquests pobles.
Un precedent més autèntic de la uniformitat es donà en cossos que combatien amb equip molt estandarditzat (Falange macedònia, Legió romana, exèrcit xinès dinàstic) o molt característic (almogàvers catalano-aragonesos, geníssers otomans, lansquenets alemanys).

## Naixença. Trets generals
L'uniforme militar pròpiament dit, oficialment reglamentat i constituït per peces idèntiques confeccionades en sèrie d'acord amb un mínim de planificació, sorgeix en diversos exèrcits, més o menys alhora, en el decurs de la Guerra dels Trenta Anys (1618-1648/59), davant la necessitat d'equipar exèrcits permanents nombrosos.
Des del principi els uniformes foren llampants, multicolors, ostentosos, cosa que responia molt bé a les necessitats militars durant segles, però que resultaria contraproduent ja des de mitjan segle xix. Val la pena remarcar que la profunda evolució dels uniformes al llarg del temps (peces de vestir emprades, manera de combinar-les, detalls de disseny) es degué a la necessitat d'adaptar-se a l'evolució mateixa de les armes i de la tècnica bèl·lica, però també, i considerablement, a la interrelació amb els canvis de la indumentària civil.
Fou, també, al segle xvii quan es posen les bases del que avui s'entén per equipament militar individual, tan íntimament lligat a l'uniforme i a l'armament personal.
Al principi els uniformes eren exclusivament d'unitat i depenien de la voluntat (i la bossa) del comandant respectiu.
Amb la progressiva centralització del poder –primer amb l'absolutisme, després amb el liberalisme— i la dependència estatal directa d'exèrcits cada cop més massius, hom tendí a adoptar un mateix estil dins cada exèrcit, bé que amb variants considerables entre cossos, sobretot pel que fa a l'estil particularment vistós de la cavalleria i de determinats cossos especials (unitats de la guàrdia, etc.).
Alhora –ja cap a finals del segle XVII— tendia a estabilitzar-se un color bàsic comú i característic de cada Estat: el joc de blau i groc de Suècia fou potser el primer de tots, però el seguiren el blanc de França, el roig d'Anglaterra i després del Regne Unit, la combinació de blanc i blau d'Àustria, el blau marí de Prússia, el verd de Rússia...
Almenys des del segle xviii les unitats s'identificaven pel color de coll, solapes, punys i vora girada del faldó; també hi podien tenir un paper els colors diferencials dels calçons i de les mitges i, més endavant, els vius dels pantalons, etc. Des d'època napoleònica aquests elements o llurs equivalents passaren a representar el cos o arma (infanteria lleugera, granaders, artilleria, etc.), mentre que la unitat passà a ésser indicada per un número dut, generalment, al coll o a la lligadura.
A finals del segle xviii acaben de configurar-se, a grans trets, les bases de l'actual sistema de graus militars; això propicia el sorgiment dels primers sistemes uniformes de divises, que es duran, bàsicament, a les xarreteres fins al darrer quart del segle xix.
Aturem ací l'estudi dels grans trets de l'evolució dels uniformes. La resta de l'article ofereix una panoràmica sintètica de l'aspecte més característic que presentaven els exèrcits en cadascun dels grans períodes uniformològics que hom pot individuar. Les referències a altres canvis substancials, esdevinguts ja en l'Edat Contemporània, es fan al punt cronològic que els correspon.

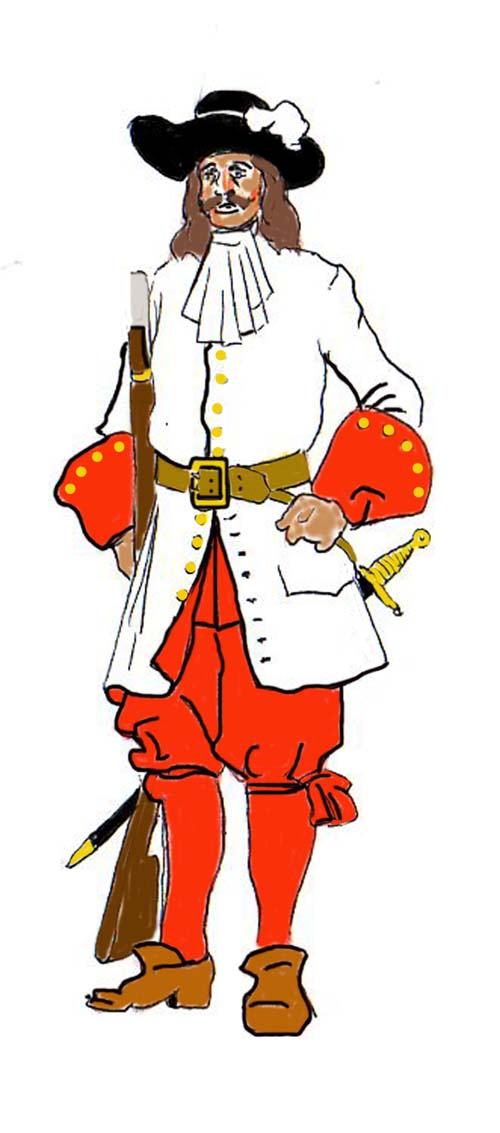
Soldat del Regiment de Picardia (1672)

## Seglexvii
Predominen els barrets tipus xamberg, de grans ales i amb una de girada, sovint ornats amb plomes; formes primigènies de casaca, encara llisa, tot i que hom comença a girar el folre per la bocamàniga tot formant punys d'un altre color; calçons amb mitges; i, com a calçat, generalment sabates de sivella, bé que la cavalleria llança les botes de cuixal. Els mosqueters i altres cossos de la guàrdia usen dalmàtica. Els dragons es cofen amb un casquet característic, mena de cucurulla de punta flàccida, imitat pels granaders afegint-hi placa frontal. Els cabells es duen llargs, generalment. Cap a finals del segle apareixen els primers models de tricorn, com a evolució del xamberg, en girar-ne les ales per tres punts.

## Seglexviii

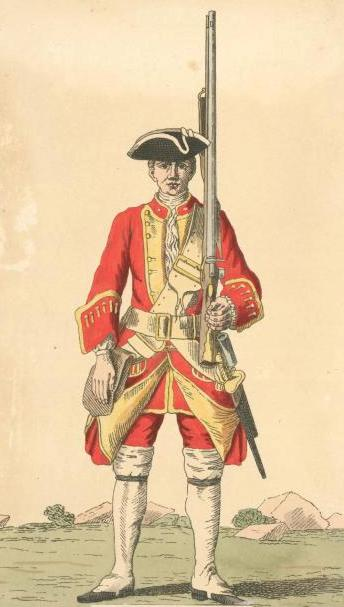
Soldat britànic del 37è regiment d'infanteria (1742)

La lligadura dominant és el tricorn, que a les darreries del segle serà substituït pel bicorn. Alguns cossos duen morrió –introduït pels hússars--, morrió de pell o casquet de granader. Aquest, evolució del model del segle xvii, és una lligadura semiesfèrica poc consistent i amb una placa triangular curvilínia sobre el front, molt ornada, que domina el conjunt, sovint fins a atènyer l'alçada d'un morrió. Des dels volts del 1740 els cabells es duen llargs, empolvorats i recollits en cua, i la perruca és de rigor per a l'oficialitat. A les acaballes del segle apareixen els primers casquets de caserna, de bossa o màniga penjant, molt usats pels artillers.

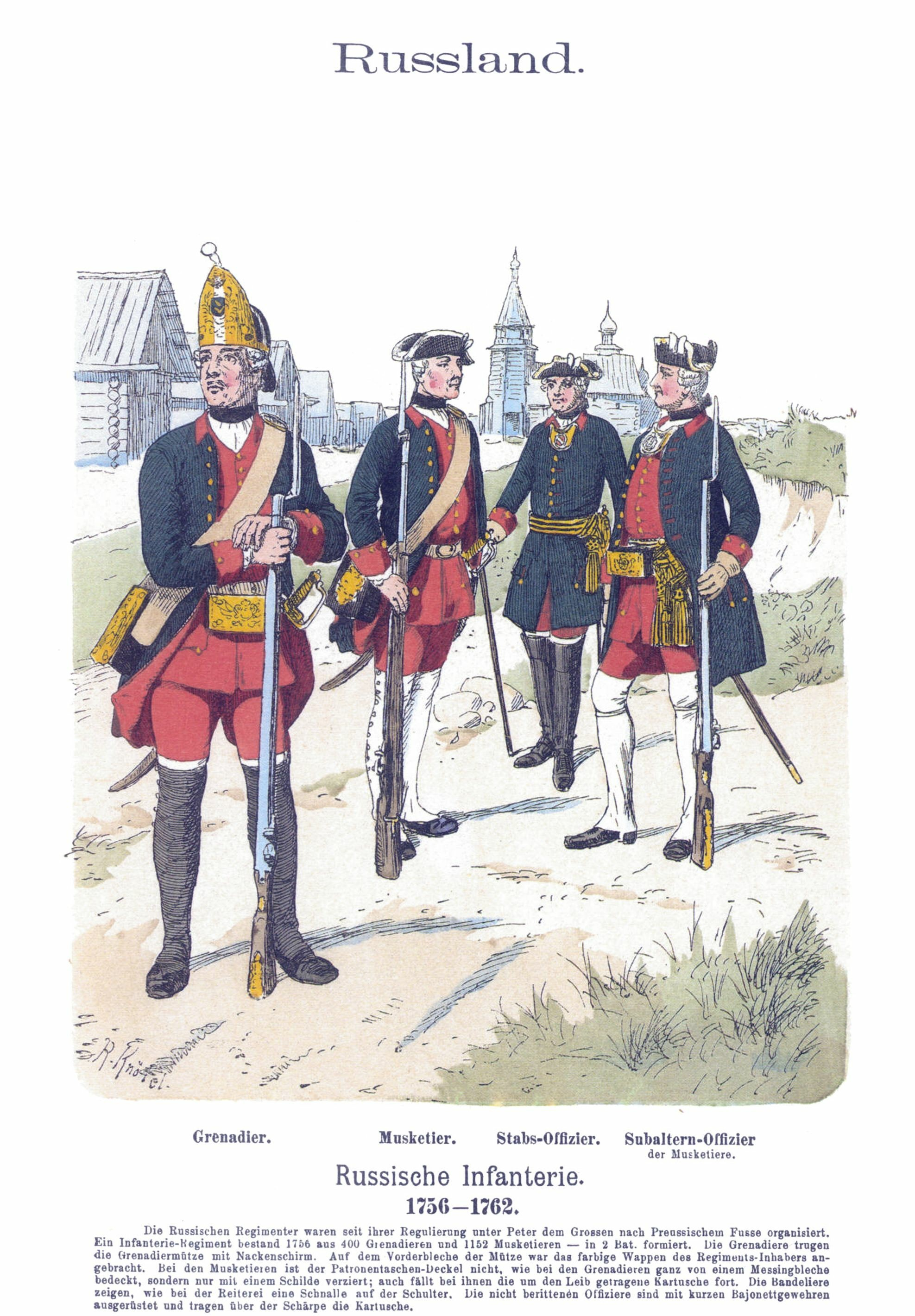
Exèrcit rus (1756-1762), incloent-hi un granader amb el casquet característic

Al tronc es duu casaca sobre armilla i camisa i entre tota mena de randes. La casaca de l'època és la de tipus clàssic: té coll dret i dur, més o menys elevat segons els períodes; el folre –que és de color diferent del frontal— es duu girat i botonat vora el coll (naixença de les solapes), als punys i als faldons.
Es duen calçons fins al genoll, combinats amb mitges.
El calçat pot consistir –segons l'exèrcit, el cos o arma, la moda i la disponibilitat— en sabates de sivella, botines, botes altes o botes de cuixal; el calçat més baix pot combinar-se amb polaines.

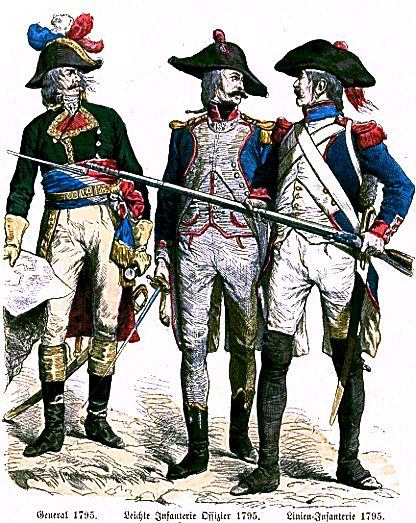
General, oficial i soldat de l'exèrcit revolucionari francès, cap a 1795

 A finals del segle, amb la Revolució Francesa, s'imposa tendencialment un nou model d'exèrcit nacional-burgès fundat en la lleva massiva (levée en masse) i, aviat, en el servei militar obligatori. La revolució s'imposa també en la vestimenta, incloent-hi la militar: l'exèrcit francès adopta el blau marí en substitució del blanc borbònic, els pantalons en comptes dels calçons, desestima pols, cues, perruques i randes, i simplifica i modernitza el disseny de l'uniforme.

## Primera meitat delseglexix
En els primers anys del segle les noves tendències franceses ja apuntades s'imposen pertot, alhora que el bicorn és desplaçat pel xacó napoleònic. Amb els calçons s'extingeixen la pols, la cua (fora del cas dels hússars), les perruques i les randes. L'oficialitat duu bicorn o xacó. Determinats cossos resten fidels a les lligadures que els són tradicionals: morrió de feltre, colbac; el casquet de granader és substituït pel morrió de granader (de pell, amb placa frontal). Sorgeix el casc de dragó i de cuirasser i es popularitza la czapka dels ulans. En servei diari el més habitual és el casquet de caserna, que adoptarà la forma moderna als anys vint; a Rússia i Prússia, emperò, en fa les funcions la gorra de plat, entre els oficials, i el casquet de plat, entre la tropa, mentre que l'exèrcit britànic tendeix al casquet circular. Es popularitza el capot per a hivern. 

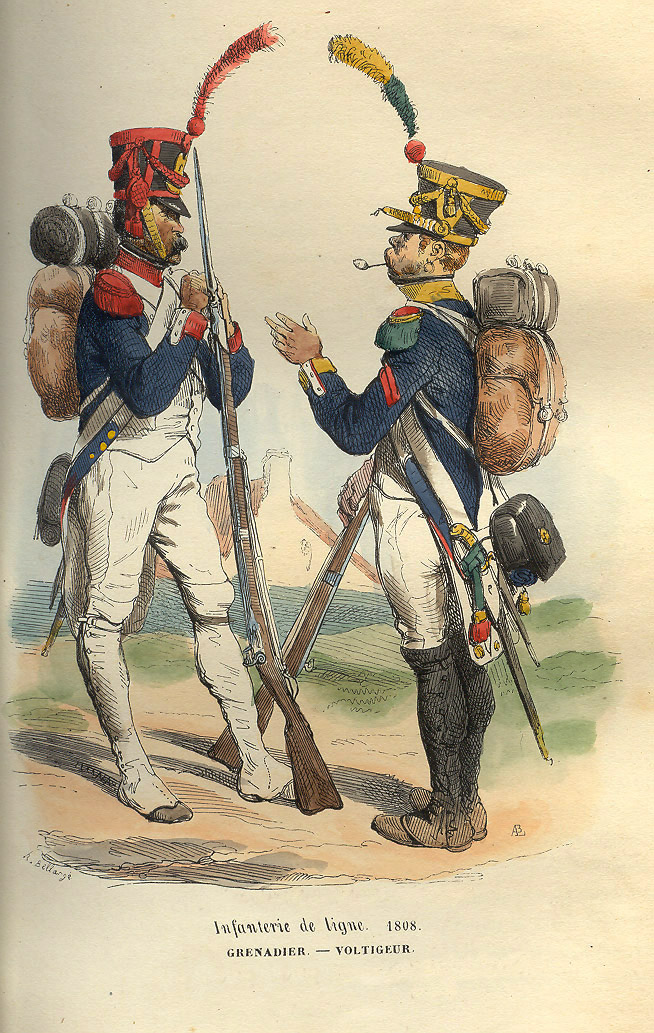
Soldats francesos del període napoleònic

La casaca és una versió modernitzada i simplificada de la del segle anterior. A partir dels anys quaranta serà desplaçada per la guerrera, recta, de faldons curts i amb coll dret (com les peces antecessores), la qual a voltes pren forma de levita, recta i amb llargs faldons, i sovint creuada.
Els pantalons es duen per sobre de sabates o, al pas de les dècades, més sovint botines, que hom pot combinar amb polaines. També és habitual dur botes altes, amb els pantalons per dins.
Neixen peculiaritats de llarga durada: els pantalons roigs de l'exèrcit francès (1829-1914); els pantalons "a la danesa" (duts per sobre de botes altes, però arromangats tot deixant a la vista gran part de la canya)...
Mentre les potències europees continuen la tasca de convertir Àsia, Àfrica i Oceania en continents colonials, l'exèrcit otomà inicia la modernització a l'europea, que inclou l'adopció d'uniformes d'estil europeu --alemany, sobretot--, normalment duts amb fes.

## Segona meitat delseglexix

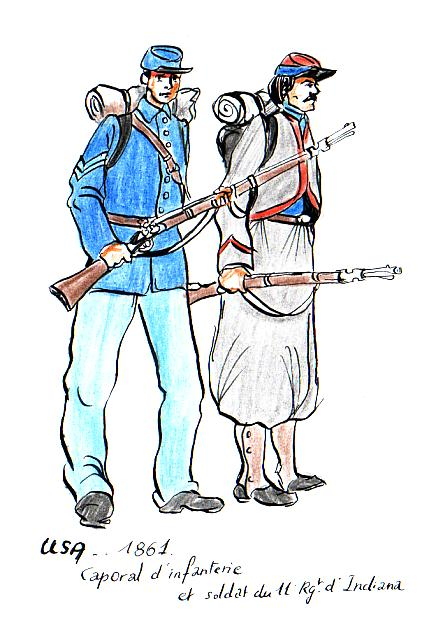
Soldats de la Unió durant la Guerra de Secessió; el de la dreta és un zuau

A mitjan segle xix el xacó és substituït pel quepis semirígid o lligadures similars (xacó baix, ros). En diari es duu casquet de caserna o casquet circular. Es consolida la guerrera, i el capot guanya més presència. Les xarreteres són abandonades a mitjan segle; les substitueixen simples muscleres de roba, en els exèrcits, i pales rígides, en les armades (i en alguns exèrcits com el rus). Les divises adopten l'estil actual, i es col·loquen al coll, a l'espatlla o als braços. Com a indicació de branca, el sistema tradicional de colors constrastants és substituït per vius de color (a coll, muscleres i punys de la guerrera, així com al dors dels pantalons) i/o per aplicacions de coll; els colls de color, però, persistiran encara unes dècades. Els pantalons es duen per sobre de botines o, més sovint, per dins de botes altes. Les botes de cuixal desapareixen.
Els uniformes són encara força acolorits, però ja dins una línia més sòbria i, sobretot, més pràctica: guerrera i pantalons de color diferent; vius de color; punys de casaca simplificats.

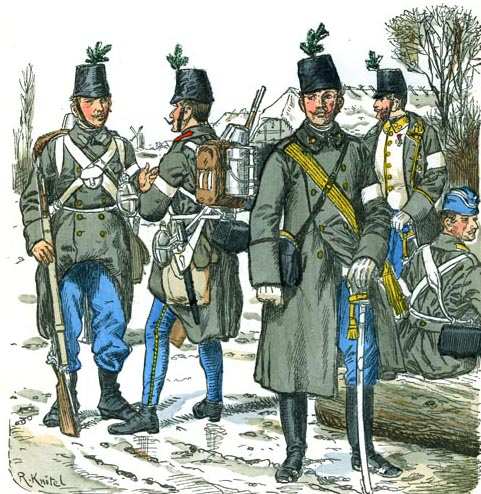
Soldats austrohongaresos (1864); un, amb el capot obert, mostra el Kittel blanc; el de la dreta, assegut, duu casquet de caserna. De perfil, un soldat hongarès, amb els característics pantalons arrapats d'estil hússar

Com en segles anteriors, l'estil francès és el model de referència de la majoria d'exèrcits (molt marcadament en l'italià, l'espanyol, el grec, el romanès i el belga, per exemple), tot i que cadascun preserva trets característics o en crea ara, del casquet de caserna serbi (šajkača) a la guerrera-brusa (Kittel) blanca amb pantalons blaus d'Àustria, passant per la stelletta italiana (a partir de 1902 per integrant de les característiques mostrine).

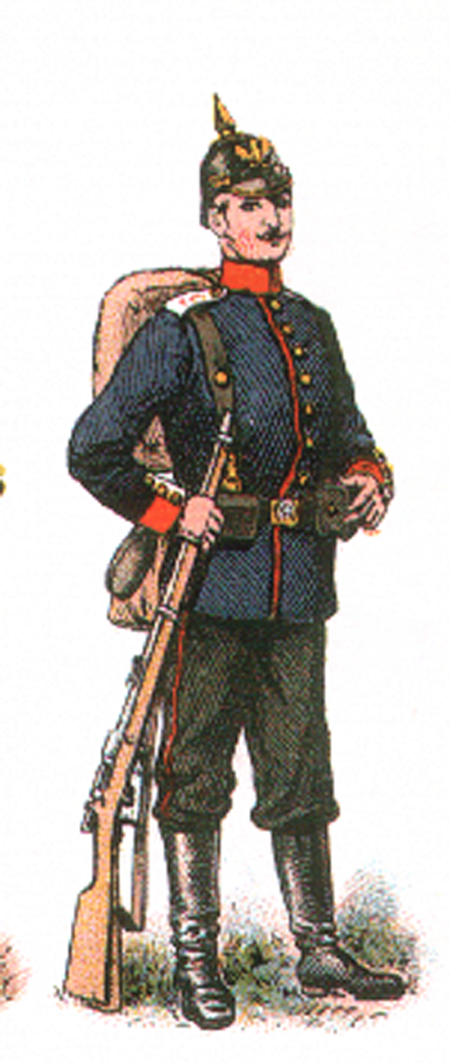
Soldat prussià amb Pickelhaube

Relativament al marge de la línia principal, es consoliden altres models alternatius. A Rússia i Prússia es consoliden la gorra de plat per a l'oficialitat i el casquet de plat per a la tropa. Prússia es caracteritza pel casc de punta (Pickelhaube) per a campanya, que es generalitzarà a tot l'Imperi alemany arran de la unificació. Cal dir que el Pickelhaube tindrà força èxit internacionalment a mitjan segle (fins i tot l'adoptarà Rússia durant uns anys, i els EUA per a l'uniforme de gala de l'oficialitat); a l'Alemanya preunitària era típic que els exèrcits d'estats pro-prussians es cofessin amb Pickelhaube, i els pro-austríacs amb xacó baix o amb quepis semirígid, amb Baviera terciant amb un casc de disseny propi. Quant a Rússia, tendeix a emprar casquet de pell a l'hivern, mentre a l'estiu la tropa vesteix una brusa d'estil mugic (guimnastiorka) més aviat que no guerrera; el seu estil serà adoptat per Bulgària en constituir-se en Estat (però amb gorra de plat per a tots els graus).
És també a mitjan segle xix quan apareix l'uniforme de l'Armada, d'encuny britànic, que esdevindrà característic universalment i restarà fins avui, amb matisos al llarg del temps: blanc a l'estiu i blau marí a l'hivern; per a l'oficialitat, gorra de plat, jaqueta o guerrera (sovint creuades), pantalons i sabates; per a la marineria, casquet de mariner, brusa amb coll mariner (que sorgeix ara), samarreta de ratlles, pantalons de campana i botes o sabates.
Mentrestant, l'apogeu de l'imperialisme clàssic duu els exèrcits europeus a tots els racons d'Àsia, Àfrica i Oceania, amb profundes conseqüències també uniformològiques: auge del casc colonial; adopció d'uniformes adaptats al medi (sovint semidesèrtic o tropical, o molt fred), amb repercussions a la metròpoli, a la llarga; introducció de les tendències europees al món colonial; formació d'unitats autòctones (anomenades "indígenes")... Tan sols en el cas japonès, arran de la Revolució Meiji, l'adopció dels usos europeus és una decisió autònoma, amb què se cerca tant la modernització com preservar la independència.

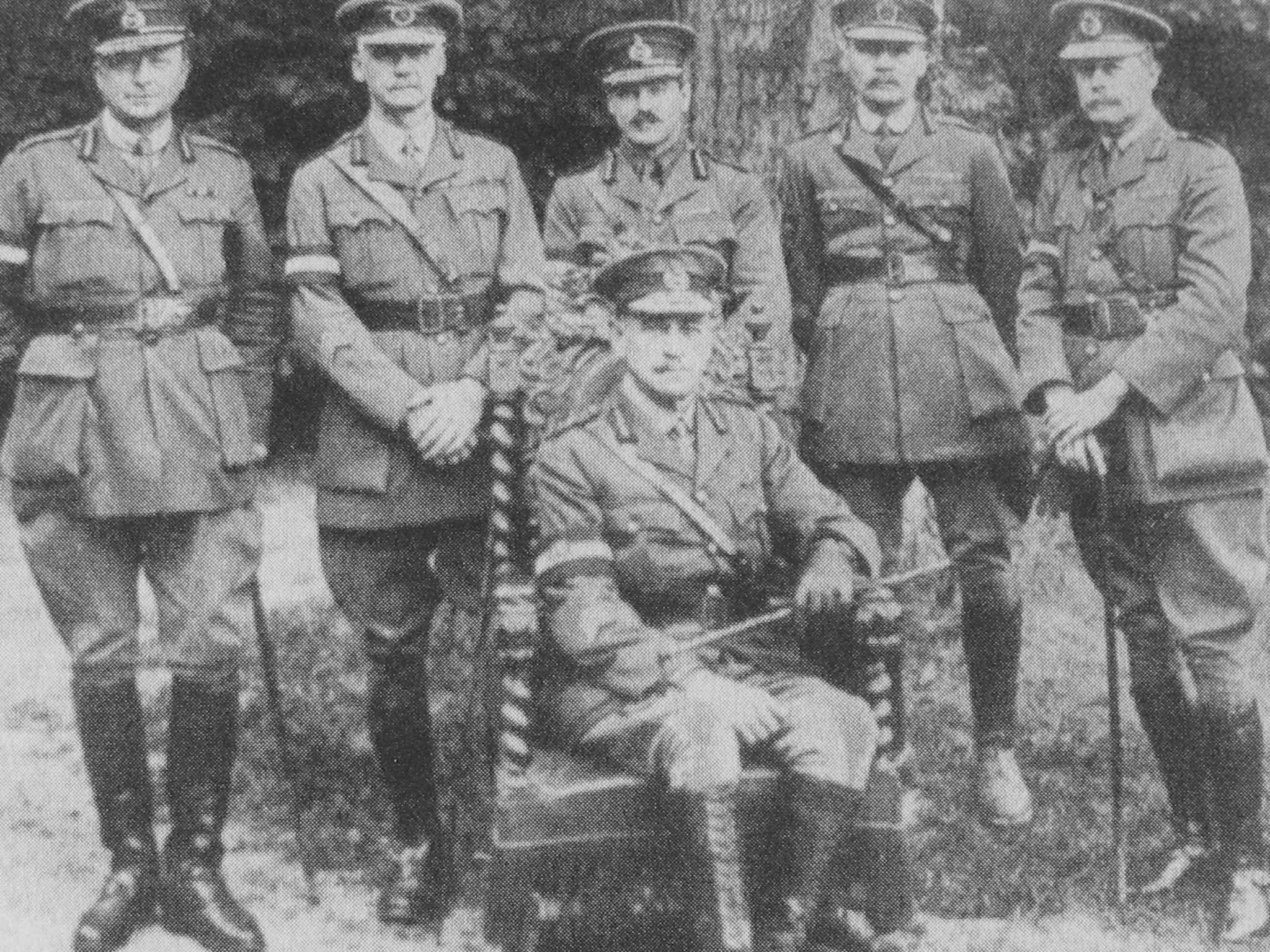
Oficials britànics (1918) amb l'uniforme model 1902 (amb solapes d'ençà 1913)

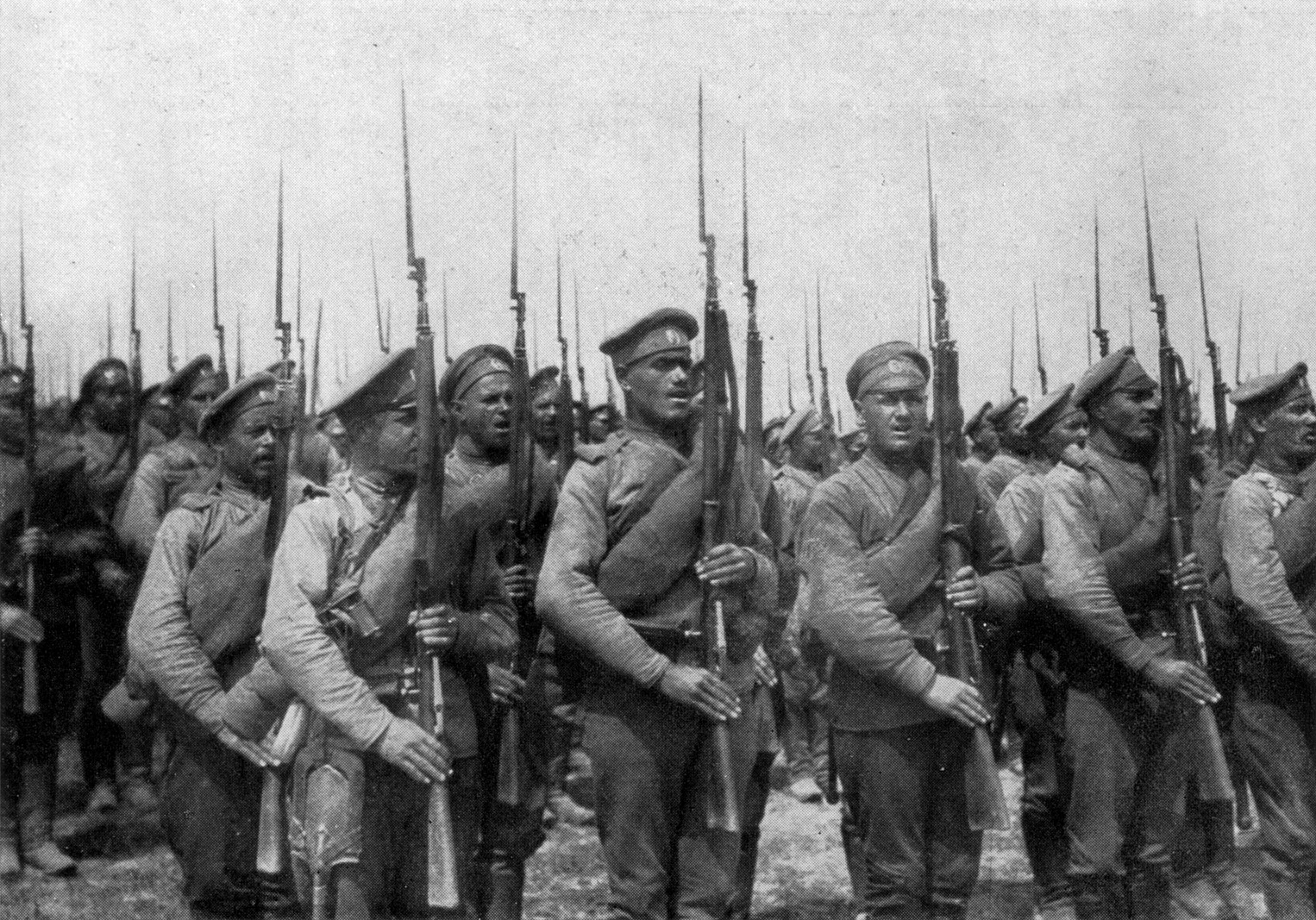
Infanteria russa durant la Primera Guerra Mundial

## Primera meitat del segle XX
En el canvi de segle el tall de l'uniforme es modernitza: apareixen les primeres gorres de campanya pròpiament dites; les botines esdevenen el calçat de tropa a la majoria d'exèrcits, sovint combinades amb benes o amb polaines, cosa que propiciarà el sorgiment de calçons de nou tipus. És en aquest període quan l'exèrcit xinès comença a usar uniformes de tipus europeu, els quals seran exclusius a partir de la República (1911).

El 1902 l'exèrcit britànic, alliçonat per l'experiència colonial, adopta l'uniforme caqui amb gorra de plat, estandarditzat per a tot l'exèrcit (la gorra de plat estenent-se a la tropa el 1905). Alguns exèrcits imiten la iniciativa tot adoptant uniformes únics monocolors en un to discret, tots els quals esdevindran característics: el feldgrau alemany (1907), el blau grisenc austrohongarès (1908), el grigio-verde italià (1909). La majoria d'exèrcits, però, optaran per algun to de caqui.

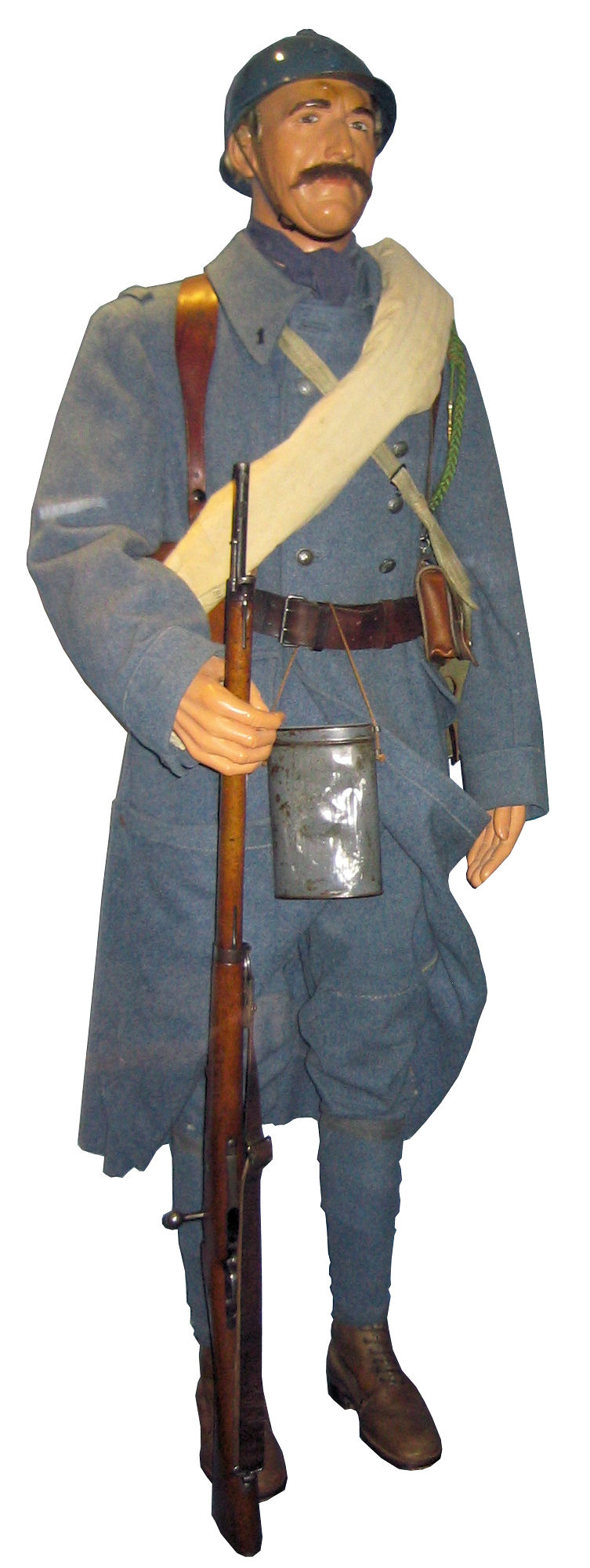
Soldat francès amb l'uniforme bleu horizon i casc Adrian (model 1915 ambdós)

La Primera Guerra Mundial, que acaba amb el concepte tradicional de la guerra, acaba igualment amb la llarga tradició d'uniformes llampants i multicolors, extingits a correcuita. En el decurs del conflicte tots els exèrcits bel·ligerants (i molts dels neutrals) adopten uniformes monocolors tendencialment mimètics amb el paisatge, generalment de to caqui, blau o gris. Desapareixen, fins i tot, els vius de color de coll, punys i pantalons; d'ara endavant el cos i la unitat seran indicats per emblemes discrets. Fins i tot apareixen els primers usos del camuflatge. El nou casc d'acer (el primer és l'Adrian francès, de 1915, seguit aviat del Mark I britànic de 1915 i del m. 1916 alemany) esdevé de rigor en campanya.
En entreguerres es confirmen aquests usos nous i, pel que fa al disseny, s'imposa internacionalment l'estil britànic per a l'oficialitat i el francès per a la tropa. Això suposa: 
- per a l'oficialitat: gorra de plat; guerrera (de coll girat o de solapes) amb muscleres i quatre butxaques frontals, generalment combinada amb cinturó Sam Browne; pantalons de muntar; botes altes.
- per a la tropa: casquet de caserna (també per a campanya) o, en alguns casos, gorra o gorra de plat; guerrera similar a la de l'oficialitat, però de tall més senzill i habitualment amb coll girat; calçons llargs o de muntar (més aviat que no pantalons); botines, generalment amb benes o amb polaines (pocs exèrcits calcen la tropa amb botes altes en aquest període).

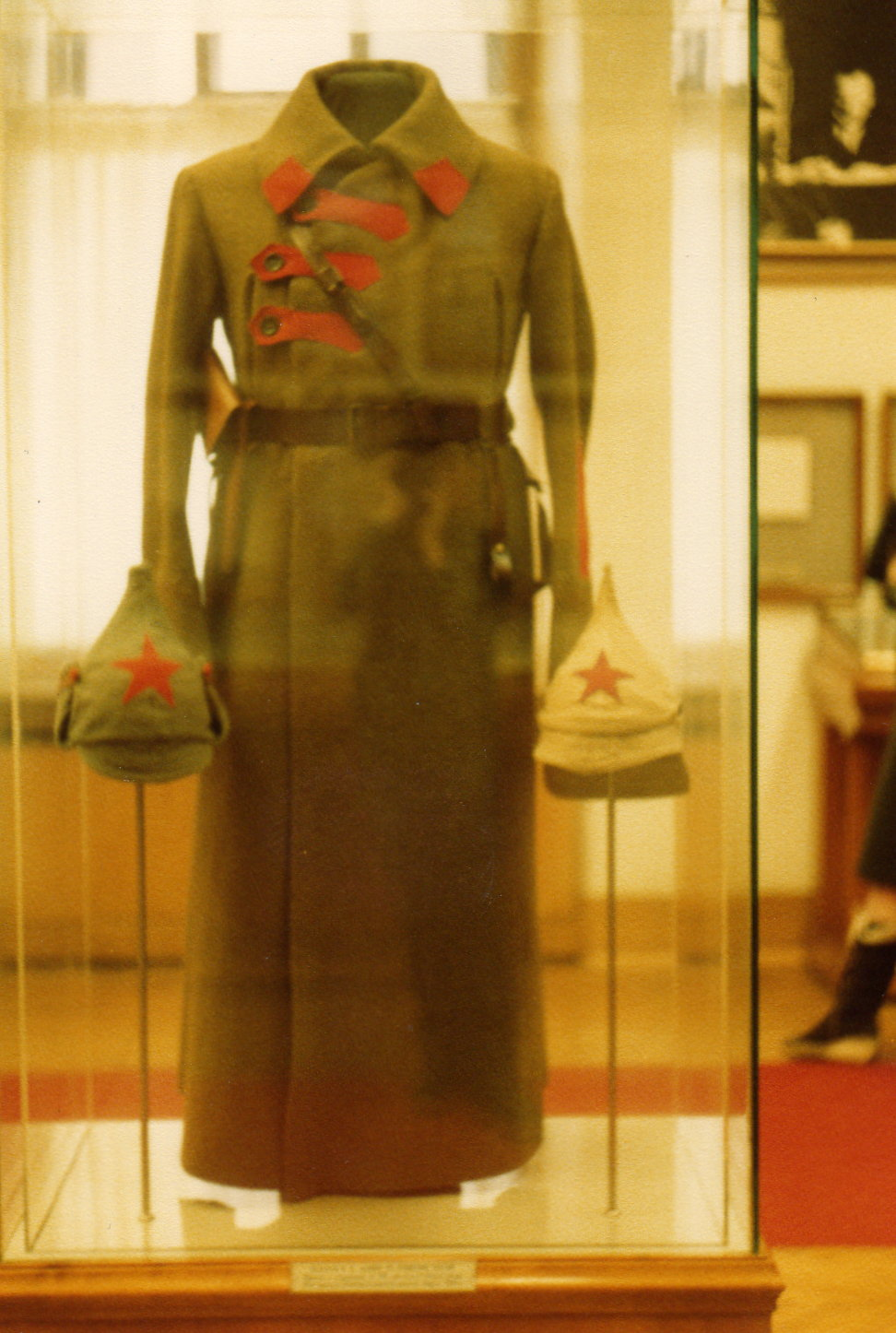
Capot i budiónovka (d'hivern i d'estiu) de l'Exèrcit Roig. Anys vint

Entre els vençuts, Alemanya, Àustria, Hongria i Bulgària preserven les tradicions pròpies en versió modernitzada, mentre que la Turquia kemalista se suma a la tendència internacional.

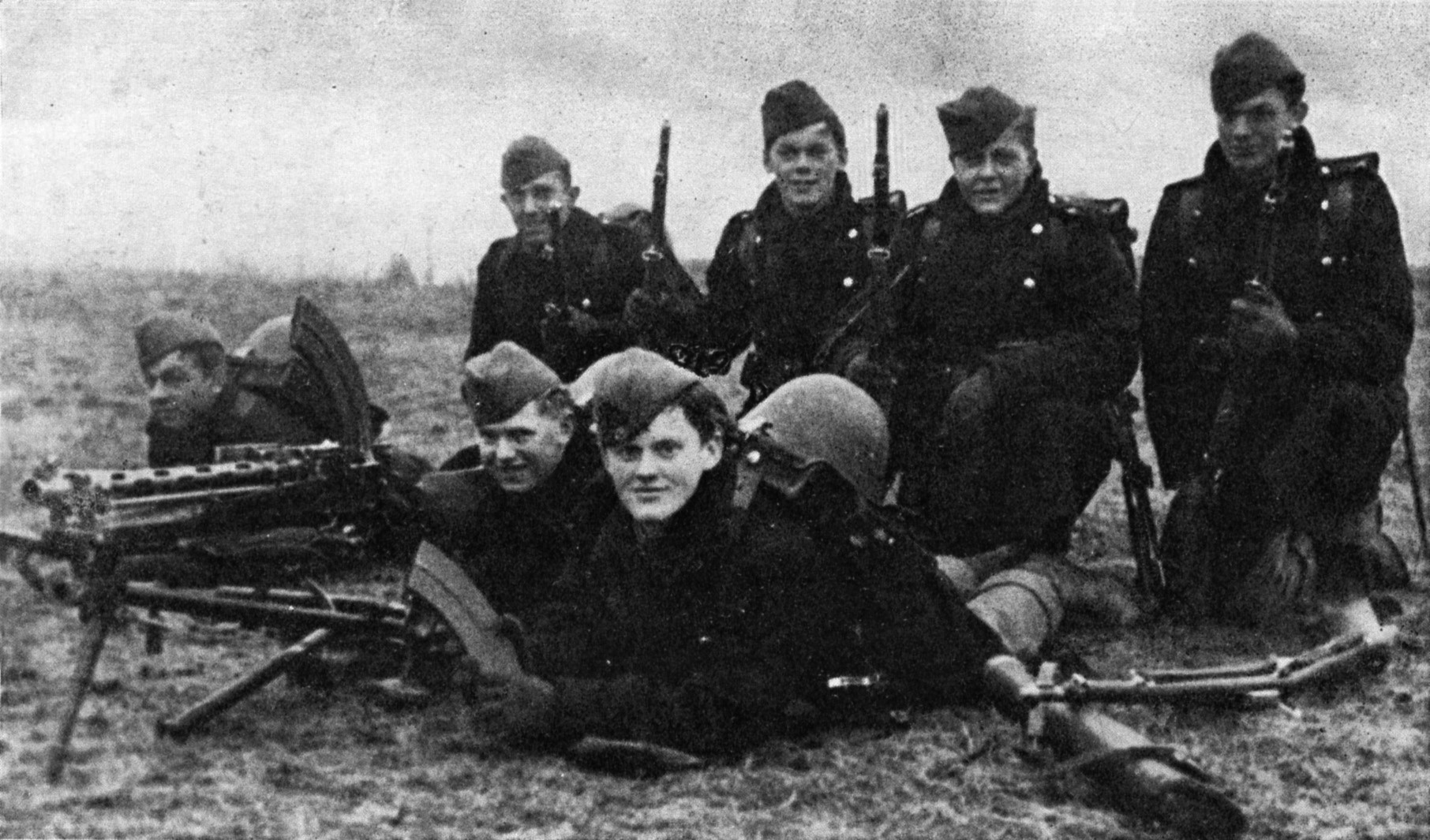
Soldats danesos dels anys trenta; noteu els pantalons duts "a la danesa"

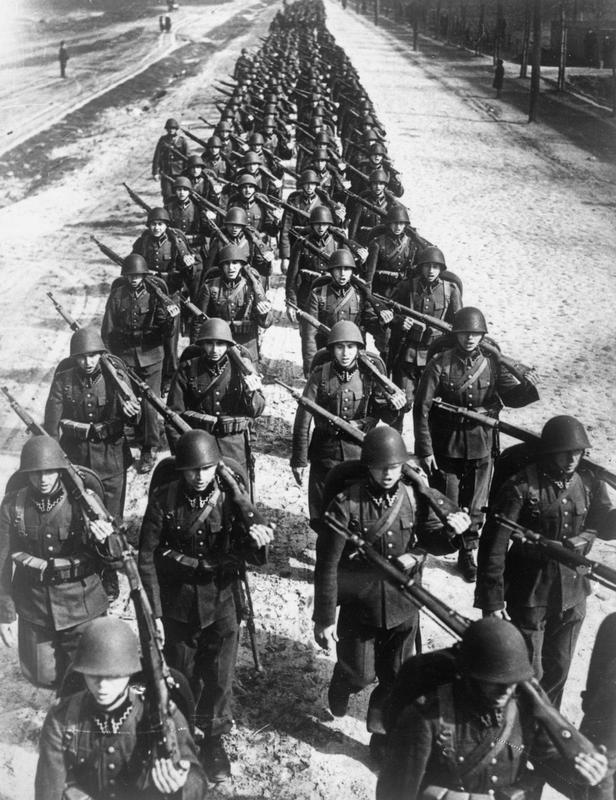
Soldats polonesos dels anys trenta amb el casc model 1931

L'Exèrcit Roig adopta uniformes d'estil radicalment nou (1919), budiónovka inclosa, amb un cert aire de l'avantguarda coetània. Amb l'apogeu de l'estalinisme hi haurà una restauració esglaonada de la tradició militar tsarista (1935-1943), la qual, combinada amb l'estil internacional coetani, produirà la silueta definitiva del soldat soviètic.

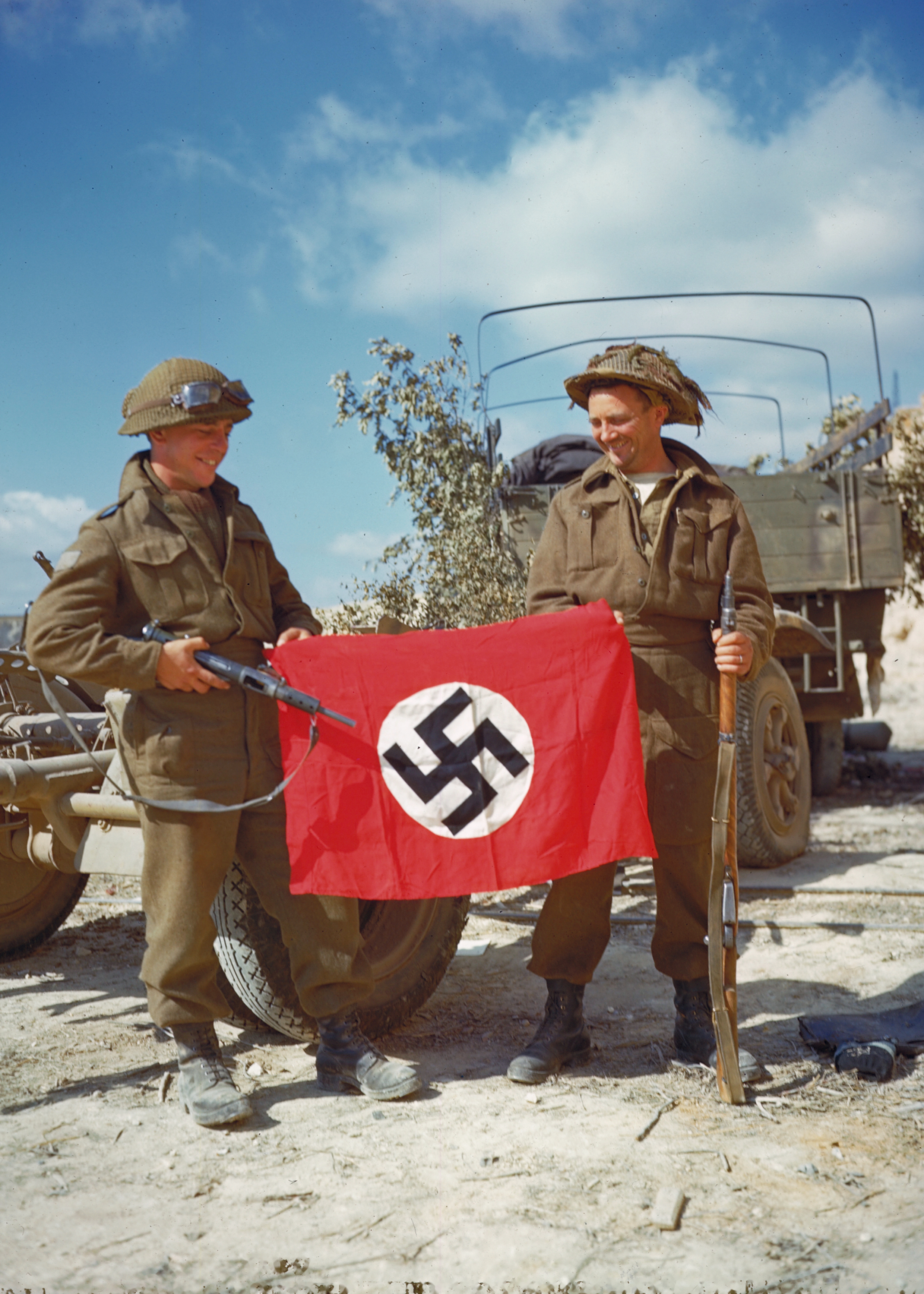
Soldats canadencs, en battledress d'estil britànic, amb una bandera nazi capturada. Normandia, estiu 1944

Els cascos de major èxit internacional en entreguerres són l'Adrian francès i el m. 1916 alemany (més el seguit d'imitacions i desenvolupaments d'aquest); en general el primer és adoptat per democràcies o règims transformadors, mentre que el segon tendeix a simbolitzar postures autoritàries (amb hesitacions, però); el Mark I britànic senyoreja el món anglosaxó, més les colònies i països d'influència anglosaxona directa (Irlanda...). Al llarg dels anys trenta molts estats opten per dissenyar cascos propis; la família de cascos suecs (d'ençà 1921), el model polonès de 1931 i l'italià de 1931/1933 van ser revolucionaris en el seu moment.
És també en el període d'entreguerres que l'aviació militar, de paper tan important en la Primera Guerra Mundial, tendeix a independitzar-se de l'Exèrcit i de l'Armada tot constituint-se en Força Aèria, tercera gran branca de les Forces Armades, amb la consegüent adopció d'uniformes propis, que generalment són de color blau marí o blau grisenc, amb la gorra de plat i el casquet de caserna com a lligadures predominants.
Aquests grans trets definiran encara l'aspecte general dels exèrcits durant la Segona Guerra Mundial. La macrocontesa, però, alhora és plena de novetats uniformològiques molt rellevants. L'exèrcit britànic introdueix un nou uniforme de campanya molt senzill i pràctic (battledress 1938), a base de caçadora curta i pantalons llargs amb força butxaques (pantaló multibutxaca), que serà desenvolupat pels EUA i imitat per molts altres (fins i tot pel Tercer Reich en 1944-1945); s'expandeix l'ús de la gorra (Alemanya, EUA) i, també, de la boina (Regne Unit); apareixen models més funcionals de bota de mitja canya, així com nous cascos d'acer més pràctics, lleugers i resistents (URSS 1939, EUA 1941); augmenta l'ús d'uniformes de camuflatge, sota l'exemple italià...

## Segona meitat del segle XX
En la segona meitat del segle XX s'imposa quasi universalment, per a campanya i diari, el nou estil britànico-estatunidenc, fins i tot --a la llarga-- a la major part d'exèrcits del Pacte de Varsòvia; l'URSS hi serà més reticent. Per als que segueixen la línia britànica, l'uniforme de campanya consisteix en caçadora (de coll girat o de solapes) i pantaló multibutxaca (amb butxaca de manxa en un sol camal); la línia estatunidenca consisteix en jaqueta de campanya (de solapes o de coll girat) i pantaló multibutxaca (amb butxaca de manxa en tots dos camals). Entre finals de la dècada dels cinquanta i inicis dels seixanta la caçadora adopta faldons i es transforma, també, en jaqueta de campanya. La gorra esdevé la lligadura de campanya més habitual, fins i tot per a l'oficialitat. El casquet es retira a l'ús tradicional de caserna. La boina és la lligadura predominant a l'exèrcit britànic, mentre que en la gran majoria d'exèrcits acostuma d'ésser privativa de les forces d'elit.
Per a passeig predomina l'estil britànic de 1902/1913 per a l'oficialitat; i, entre la tropa, una versió modernitzada del d'entreguerres, bé que ara dut generalment amb gorra, pantalons llargs i botes de mitja canya del nou tipus, ja sense benes ni polaines. Cap als anys vuitanta s'hi generalitzen per a tots els graus la guerrera amb solapes (combinada amb camisa i corbata), els pantalons de vestir i les sabates d'estil civil.
El color predominant, segons la tradició de cada exèrcit, és el caqui o el gris (en alguns casos el blau grisenc); el verd oliva estarà en expansió des dels anys cinquanta fins a esdevenir predominant als seixanta. Paral·lelament continua popularitzant-se l'uniforme mimètic, al principi privatiu de les forces d'elit i només per a escenaris determinats (jungla, bosc, neu). Ja als anys cinquanta els exèrcits italià i suís són dels primers a adoptar uniformes mimètics com a forma bàsica d'uniforme de campanya per al gruix de les tropes; una iniciativa precursora que no s'imposarà internacionalment fins entorn de 1990.
Pel que fa a les nombroses guerrilles anticapitalistes i anticolonialistes actuants al tercer món, són molt populars, sobretot a Àfrica i a Latinoamèrica, la boina i –atès el medi on es combat— el camuflatge. Atenyiran la celebritat mundial el casc nord-vietnamita (que evoca vagament el salacot) i l'anomenat "pijama" de la guerrilla sudvietnamita (el "Vietcong" de la premsa estatunidenca).

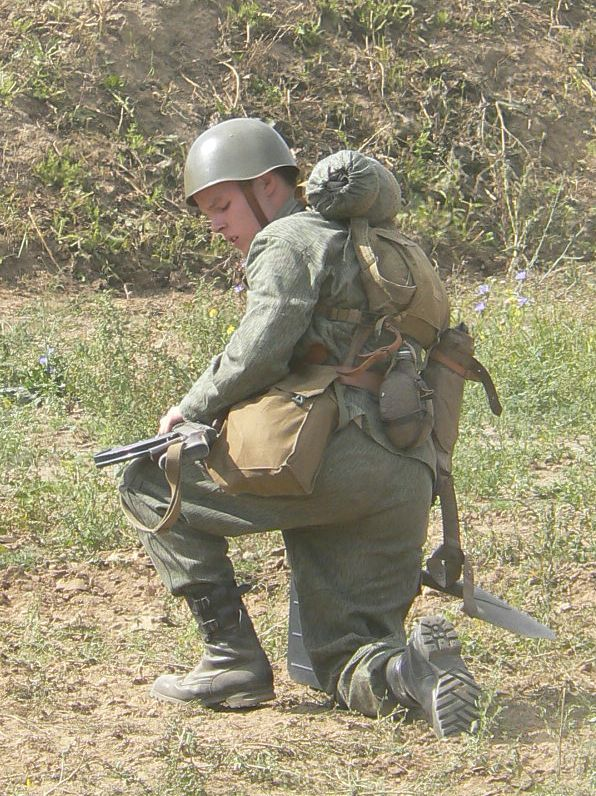
Soldat txecoslovac dels anys setanta en uniforme de campanya. Reconstrucció (2008)

En una dicotomia similar a la d'entreguerres, en aquest període el casc estatunidenc —juntament amb el fusell d'assalt M16— simbolitza el capitalisme internacional, en equipar la majoria d'exèrcits del bloc capitalista, incloent-hi multitud de dictadures tercermundistes; al tercer món, el casc soviètic —juntament amb el fusell d'assalt Kalàixnikov— simbolitza els règims revolucionaris i la lluita antiimperialista.
Des dels anys vuitanta es viu la substitució dels cascos d'acer pels nous cascos de fibra artificial (kevlar: el primer serà l'estatunidenc de 1976), molt més resistents i sempre amb clatellera, cosa que, paradoxalment, evoca el típic casc alemany.

## Segle XXI
A inicis del segle XXI els uniformes militars estan més estandarditzats universalment que mai, com una mena de metàfora de la mundialització.
Pràcticament arreu l'uniforme de campanya és del mateix estil que en el període anterior, però ara generalment de camuflatge i dut amb boina (a voltes amb gorra); en medis tropicals i desèrtics la lligadura més habitual és el barret de jungla. El casc de campanya és de kevlar (els diversos models són indiscernibles per als profans). Les botes de mitja canya són negres o de to ocre, i amb versions especialitzades per a jungla i per a desert.
L'uniforme de servei diari és idèntic al de campanya, o bé una versió d'aquest en el color que ara ha passat a ésser tradicional (verd oliva, caqui, gris), dut amb boina, gorra o casquet de caserna.

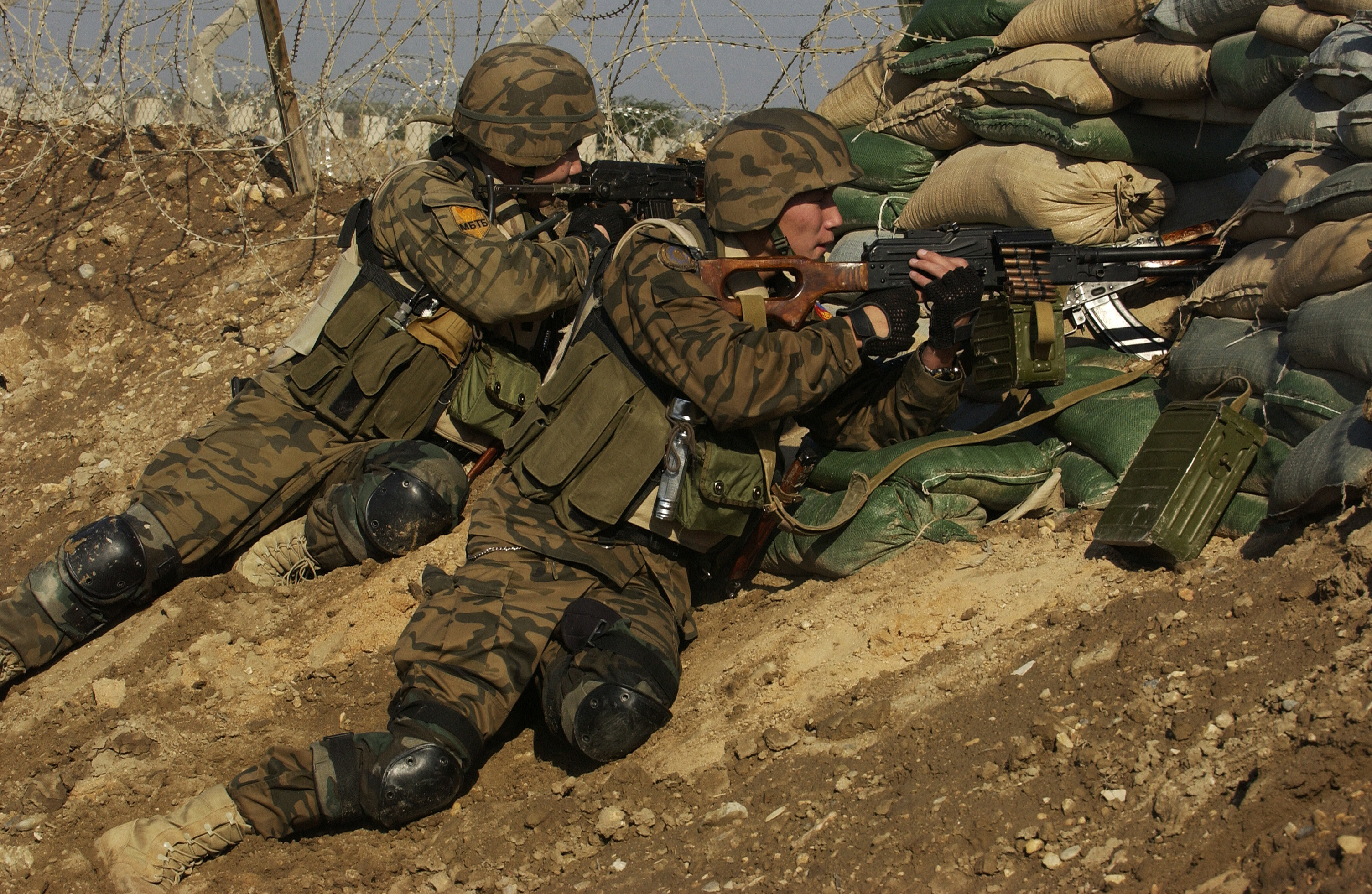
Soldats mongols actuals

L'uniforme de passeig generalment és del mateix estil que als anys vuitanta, però darrerament sembla tendir-se a enriquir-lo tot reviscolant elements tradicionals llargament abandonats, possiblement com a reacció a l'onada estandarditzadora, i també reflectint el pas a un nou model d'exèrcit professional que vol recalcar l'esperit de cos. Per exemple, mentre França torna a potenciar el quepis rígid, el 2006 les Forces Armades dels EUA restauraven els colors vuitcentistes per a l'uniforme de passeig, i ara circulen amb gorra de plat blanca, guerrera blau marí i pantalons blau cel.